# İdris Naim Şahin

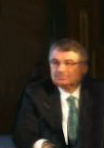
İdris Naim Şahin

İdris Naim Şahin (Altınordu, 1 juni 1956) is een Turks politicus. Hij was tot 25 december 2013 de partijvoorzitter van de AK-partij. Hij verliet de partij na diverse corruptieschandalen over bepaalde bureaucraten en zonen van ministers die aan het licht kwamen.